# Dieter Süverkrüp

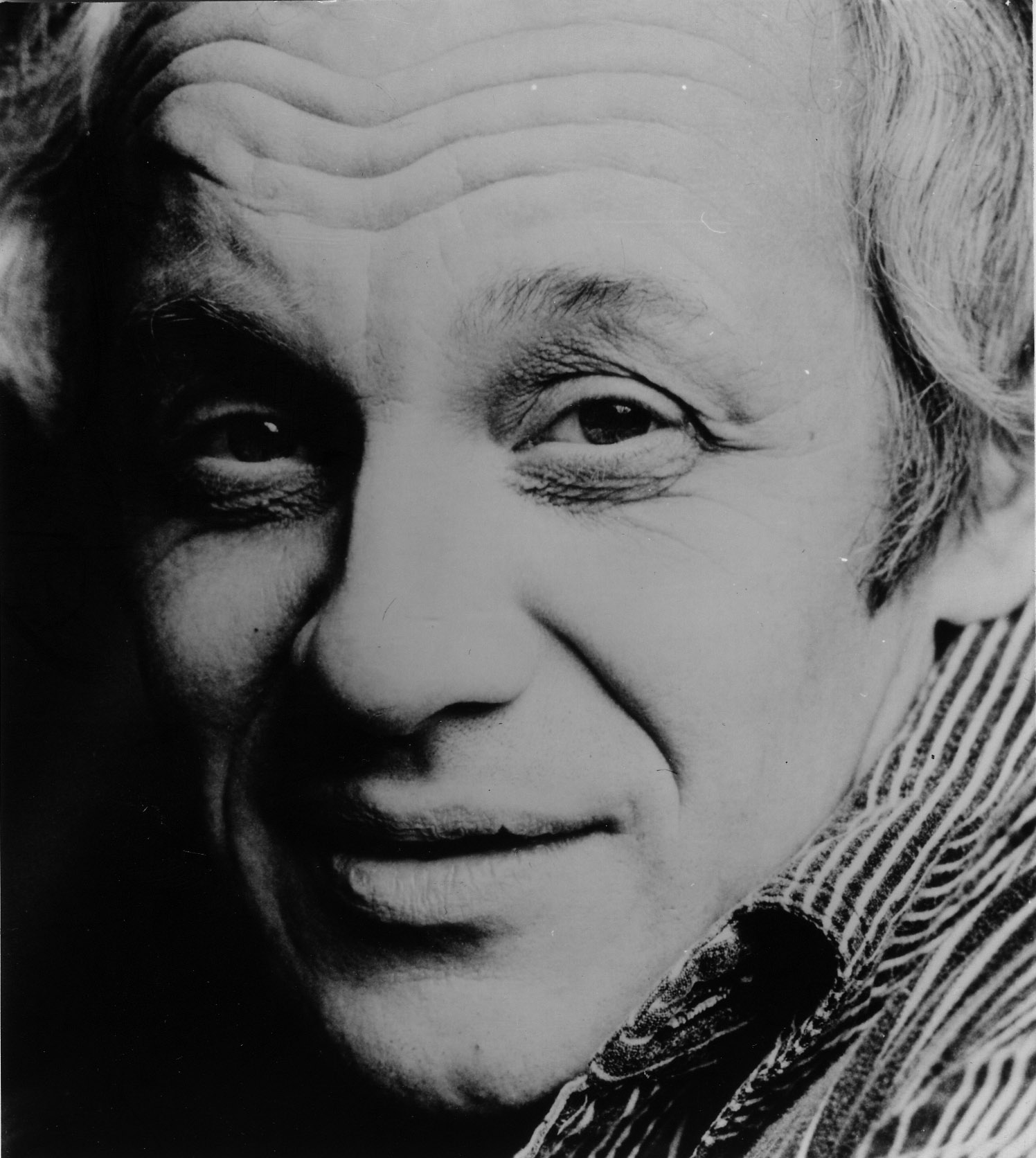
Dieter Süverkrüp

Dieter Süverkrüp (* 30. Mai 1934 in Düsseldorf; † 16. März 2025 in Köln) war ein deutscher Liedermacher, Kabarettist und Grafiker.
Süverkrüp gilt als ein Gründervater der Liedermacherbewegung in Deutschland. Sein wirkungsvollstes Schaffen lag in den 1960er und 1970er Jahren. Mit seiner sozialistischen Überzeugung und als langjähriges DKP-Mitglied war er in der tendenziell linken Liedermacherkultur eine starke Stimme. Geprägt waren seine Werke durch virtuoses Gitarrenspiel, Wortspiele und aktuell-politische Bezüge, die seine Lieder teils nur im zeitgenössischen Kontext verständlich sein ließen.
Seine bekanntesten Lieder sind Die erschröckliche Moritat vom Kryptokommunisten, der Baggerführer Willibald und das Kindermusical Das Auto Blubberbumm.
Als einer von nur wenigen Künstlern gewann er sowohl in der DDR als auch in der Bundesrepublik bedeutende Preise, beispielsweise 1986 den Deutschen Kleinkunstpreis.
Er war der Vater des Pianisten Ben Süverkrüp, der selbst zusammen mit der Kabarettistin Tina Teubner 2010 den Deutschen Kleinkunstpreis in der Sparte Chanson erhielt.

## Leben

### Jugend und frühe Karriere
Süverkrüp studierte an der Werkkunstschule in Düsseldorf. Er arbeitete 18 Jahre in einer Werbeagentur, den größten Teil der Zeit als Art Director.
In seiner Freizeit spielte er zunächst Jazzgitarre in der Band Feetwarmers (von 1956 bis 1959), mit der er beim Deutschen Amateur-Jazz-Festival 1957 zum besten Jazzgitarristen Deutschlands gekürt wurde. Seine in dieser Zeit erworbene virtuose Gitarrentechnik und ein breites künstlerisches Ausdrucksvermögen prägten auch seine weiteren Veröffentlichungen. Zu seinen Bandkollegen gehörte auch der spätere Finanzminister Manfred Lahnstein.
Als in der Bundesrepublik die Debatte um die Wiederbewaffnung begann, fing Süverkrüp an sich politisch zu positionieren. Er beschrieb es:
„Ich bin Jahrgang ’34 und war so elf Jahre, als der Krieg zu Ende war. Ich habe eine ganze Menge vom Krieg mitgemacht und wusste ganz genau, Krieg und Militär und so etwas will ich auf gar keinen Fall.“
Er begann seine Karriere als politischer Liedermacher 1958 durch die Freundschaft mit Gerd Semmer, aus der mehrere Schallplatten entstanden. Gerd Semmer griff dabei sowohl auf das Liedgut der Französischen Revolution als auch der Revolution von 1848 zurück, dazu schrieb er auch eigene Texte. Süverkrüp vertonte sie und sang sie zur eigenen Gitarrenbegleitung. Die Chansons, Chants, Couplets und Vaudevilles, die zu ihrer Entstehungszeit oft Gassenhauer waren, spotten in meist derbem Tonfall über die Aristokratie oder preisen die Helden der Revolution.

### Politisierung und Arbeiterlieder
Zusammen mit Gerd Semmer, Arno Klönne und Frank Werkmeister gründete Süverkrüp 1961 den pläne-Verlag. Den Verlagsnamen übernahmen sie von einer 1933 verbotenen Zeitschrift der Roten Pfadfinder, die sich damals gegen den aufsteigenden Nationalsozialismus wehrten. Der Verlag druckte anfangs nur Bücher und Broschüren, beispielsweise Liedersammlungen für die Ostermarschierer mit Songs gegen die Atombombe.
Süverkrüps erste professionelle Veröffentlichung folgte, als er für den pläne-Verlag zwei kurz-LPs – im Format von 7″, aber mit 33 1⁄3/min – mit Liedern aus der französischen Revolution einspielte. Zusammen mit Gerd Semmer folgten weitere Aufnahmen, für die Süverkrüp die Musik und Semmer die Texte schrieb. Sie stammten aus Semmers Gedichtband Widerworte und orientierten sich an den politischen Chansons von Kurt Tucholsky oder Frank Wedekind. Sie sind reich an Zitaten und Collagen, oft aus der Werbung. Die Musik Süverkrüps spielte hier im Vergleich zu den früheren Aufnahmen eine deutlich geringere Rolle und trat klar hinter die Texte Semmers zurück. Mit diesen Veröffentlichungen war das Duo ein Vorläufer der Liedermacher; allerdings standen sie in den 1950ern ziemlich allein mit dieser Kunstform da.
Große Bedeutung gewannen die beiden erst im Zuge der Ostermarsch-Bewegung in den frühen 1960er Jahren, als sich das politische Lied wieder im deutschen Bewusstsein durchsetzen konnte. Ab den 1960ern textete Süverkrüp selbst und trug die Lieder bei politischen Veranstaltungen wie den Ostermärschen vor. Er sang in dieser Zeit Selbstverfasstes, klassische Arbeiterlieder und Lieder aus der US-amerikanischen Bürgerrechtsbewegung.
Süverkrüp und Hanns Dieter Hüsch, der mittlerweile auch beim pläne-Verlag mitarbeitete, fanden für ihre Aufnahmen keine Plattenfirma. Daher veröffentlichten sie selbst Schallplatten mit jeweils vier Liedern und vertrieben sie von der eigenen Wohnung aus unter dem Namen „pläne“. Nachdem Verkaufszahlen und Anforderungen an die Produktion stiegen, professionalisierte sich der Verlag als Musikproduzent. Die erste LP erschien 1965: Lieder des europäischen Widerstandes gegen den Faschismus 1933–1963 in der Übersetzung von Gerd Semmer.
Der Verlag wurde ein prägender Teil der westdeutschen Linken. Bei ihm veröffentlichten neben Süverkrüp Hannes Wader, Giora Feidman, Liederjan, Lydie Auvray, Oysterband, Zupfgeigenhansel oder Naked Raven. Dort erschien die erste deutsche Veröffentlichung von Mikis Theodorakis ebenso wie die des sozialistischen chilenischen Liedermachers Víctor Jara. Süverkrüp nutzte sein grafisches Talent und zeichnete für viele Plattencover und optische Gestaltung von pläne-Veröffentlichungen verantwortlich. Der Verlag trug sich finanziell stets selbst, wurde in der Öffentlichkeit aber oft für DKP-finanziert gehalten – wohl nicht zuletzt aufgrund des starken Engagements Süverkrüps in ihm.
Süverkrüps erste LP mit eigenen Stücken, Fröhlich ißt Du Wiener Schnitzel, hatte noch kein geschlossenes Konzept. Lieder auf ihr reichen von Geblödel wie Lied eines heiseren Kindes bis zu einer ziemlich gradlinigen Parodie über den General. Der Touristenflamenco beschreibt Deutsche, die im damals franquistischen Spanien unter Franco Urlaub machten und dort ihre eigenen Sympathien für den Faschismus wiederentdecken, während Wie man in Düsseldorf eine Kunstausstellung eröffnet bereits die zahlreichen Wortspiele enthält, die später bezeichnend für viele seiner Texte wurden.
Vor allem die Debatte um die Notstandsgesetze prägte viele der frühen Lieder. Er kritisierte kompromisslos die Kontinuitäten zwischen der Zeit des Nationalsozialismus und der jungen Bundesrepublik. Für ihn waren sowohl die Wiederbewaffnung als auch die Notstandsgesetze Ausdrücke des alten Denkens in neuem Gewand. In Nachtgebet eines Untertanen (1966) listet er die Gruppen und Tendenzen auf, die seiner Meinung nach zu den Notstandsgesetzen führten, und die Folgen, die dieses Gesetz haben wird.
Im Lagerlied beschreibt er ein Lager, das aufgrund der Notstandsgesetze eingerichtet würde – die Schilderung ähnelt frappant denen der KZs des Nationalsozialismus. Der einzig wesentliche Unterschied ist, dass man im neuen Lager frei seine Meinung sagen kann und soll; an den Zuständen von Mord und Entwürdigung im Lager ändert dies aber nichts. Der demokratisch-grundrechtliche Anspruch der Bundesrepublik war für ihn wenig mehr als letztlich bedeutungsloses „Humanitäterä“.
Die Zeit des Nationalsozialismus ist für Süverkrüp in der Bundesrepublik noch allgegenwärtig. Viele der an den Taten Beteiligten nahmen wieder hohe Ämter ein, während die überlebenden Opfer weiterhin eine Außenseiterstellung in der Gesellschaft hatten – die bundesdeutsche Gesellschaft selbst wollte von dem Thema nichts mehr wissen und schwelgte im Wirtschaftswunder. Im einfach vorgetragenen Kirschen auf Sahne (1965) beschreibt er eine Alltagsszene.
Aus dieser Zeit stammen auch seine beiden politisch langlebigsten Werke. Zum einen der Vietnam-Zyklus (1966), der schon früh in der bundesdeutschen Geschichte den Vietnamkrieg thematisierte; zum anderen die Schröckliche Moritat vom Kryptokommunisten (1965), die satirisch die gängigen Klischees des Antikommunismus in der Bundesrepublik aufspießt. Im Vietnam-Zyklus, der aus insgesamt sechs Liedern besteht, schilderte er den Krieg aus der Perspektive verschiedener beteiligter Gruppen: aus der Sicht der Vietnamesen (Partisanenbekämpfung), eines US-Soldaten (Western-Ballade), eines US-Kommandeurs (Rein Technisches), der beteiligten Industrie (Wirtschaftsbericht), um in Hexenverbrennung dem Krieg eine historische Dimension zu geben (früher Hexenverbrennungen, heute Napalm) und im abschließenden Gespräche der Herren Müller, um dem Konflikt eine politisch-imperialismustheoretische Deutung zu geben.
Die Erschröckliche Moritat … beschreibt den harmlosen Tagesablauf eines Kommunisten im Vokabular und mit den Klischeevorstellungen des Antikommunismus. Der Kommunist putzt sich die Zähne mit Branntwein und trinkt zum Frühstück Wodka. Er zieht „die Unterwanderstiefel“ an und geht an sein „illegales Untertagewerk“. Bereits „um neun Uhr zehn frißt er das erste Kind (blauäugig, blond)“. Er verstellt sich, spricht rheinisch statt sächsisch, und geht zum Friseur, um immer unauffällig „agitproper“ auszusehen. Er „kommunistet“ in der Hütte hinter dem Bahndamm, küsst dort die Frau, spielt mit den Kindern Verstecken, um schließlich nach vollbrachtem Untertagswerk auch die Unterwanderstiefel wieder auszuziehen.

### Sänger der Linken
Süverkrüp trat 1964 als einer von 13 Sängern beim ersten Festival Chanson Folklore International auf Burg Waldeck auf, das sich in den folgenden Jahren zur Pilgerstätte der Folk- und Liedermacherszene entwickelte. Bis 1969 traten hier auch noch Franz Josef Degenhardt, Reinhard Mey, Schobert & Black, Hannes Wader und viele andere, später berühmt gewordene, auf. Aus der DDR kamen Perry Friedman, Hermann Hähnel und Lin Jaldati dazu, international waren unter anderen Hedy West und Pete Seeger geladen. Auch Ivan Rebroff trat hier mit Folklore auf. Das Festival entwickelte sich schnell zum Szene-Treffen, mit der typischen Eigendynamik einer solchen Veranstaltung. Die Szene dort begann um sich selbst zu kreisen, zufrieden damit, da zu sein, und nach seiner Meinung ohne weitergehenden Anspruch. Sie wurde somit der bundesdeutschen Gesellschaft, die sie kritisieren wollte, ähnlicher. Bereits 1966 textete der Dauergast Süverkrüp spöttisch in Wünsche des Publikums.
Das Festival auf Burg Waldeck prägten schon früh innere Streitigkeiten. Die Debatte lief entlang den Frontlinien zwischen „Kunst“ und „Politik“, die es kaum mehr möglich machten, einen Weg zwischen beiden zu gehen. Schließlich scheiterte das Festival 1969 an diesem Streit.
Zusammen mit Hanns Dieter Hüsch, Franz Josef Degenhardt und Wolfgang Neuss bildete Süverkrüp das Quartett 1967. Er trat bei Ostermärschen, Betriebsbesetzungen und Festivals auf, beim ersten Festival für Arbeiterlieder, organisiert vom pläne-Verlag, ebenso wie bei den Essener Songtagen 1968 (25. bis 29. September 1968), „Europas erstem großen Festival für Folklore, Folksong, Chanson und gute populäre Musik“, wo er zusammen mit Hüsch und Degenhardt das Auftaktkonzert spielte. Neuss hatte kurzfristig abgesagt, da er nicht ohne Gage spielen wollte. Süverkrüp schrieb viele Lieder extra für solche Anlässe, die somit einen engen Zeitbezug besitzen. In dieser Zeit produzierte er auch mehrere Fernsehsendungen für den WDR wie Süverkrüps Laube oder Die Wegwerfgesellschaft.
Seine Texte wurden in dieser Zeit politisch direkter. Von einer Beschreibung des Alltags und linker politischer Kritik in vielen Facetten konzentrierte er sich thematisch auf den Monopolkapitalismus, dies oft in direkterer Form als seine damaligen Wegbegleiter. Der Deutschlandfunk sagte über ihn: „Unter den Urgesteinen der bundesdeutschen Liedermacherszene – wie Hannes Wader, Franz Josef Degenhardt oder Reinhard Mey – war er stets derjenige, der das politische System Westeuropas am unnachgiebigsten kritisierte und für die soziale Marktwirtschaft ausschließlich den Namen Kapitalismus gelten ließ.“
Bereits im 1968 veröffentlichten Lied 1968ster Psalm summiert er sein Kapitalismusbild, das für seine weiteren Veröffentlichungen prägend sein sollte.
Süverkrüp sah nur den real existierenden Sozialismus sowjetischer Prägung als chancenreichen Konkurrent des Kapitalismus und wandte sich auch gegen linke Kritiker desselben mit bissigem, oft aggressivem Humor. Bereits 1970 zieht er in Die Revolution ist beendet ein Resümee der Neuen Linken.
Nach dem Einmarsch der Warschauer-Pakt-Staaten in die Tschechoslowakische Sozialistische Republik (ČSSR) 1968 wäre aus dem „kalten“ fast ein „heißer Krieg“ geworden. In Erinnerung an den Zweiten Weltkrieg weist er auf den Zusammenhang von Kriegstreiberei und Rüstungsgeschäften hin und befürchtet, dass es zu einem neuen Krieg kommen könnte. Deutlich wird die Zielrichtung seines Liedes in der letzten Strophe, die das parodierte Sprachmotiv der ersten Strophe aufnimmt.

### Süverkrüp als „Kalter Krieger“
Süverkrüps politisches Bild war durch die Auseinandersetzung des Kalten Krieges geprägt. Er selbst empfand das westliche, kapitalistische System als unmenschlich und das realsozialistische Modell als einzige tatsächlich umsetzbare Alternative. Andere linke Ansätze empfand er als illusorisch bzw. in der realen politischen Auseinandersetzung zwischen den Systemen als Weltflucht. Kritik an der DDR war für ihn, egal aus welcher Perspektive geübt, im Ergebnis Zusammenarbeit mit dem kapitalistischen System und somit abzulehnen.
Die SPD hatte für ihn spätestens mit dem Godesberger Programm ihren linken Anspruch aufgegeben und war so zum unwilligen Erfüllungsgehilfen des „Großkapitals“ geworden; für ihn war sie „SPDemütig“.
Während Teile der Linken den Regierungsantritt der sozialliberalen Koalition unter Willy Brandt hoffnungsvoll begleiteten, nahm er diese Hoffnung auf echte gesellschaftliche Veränderung in Machtwechsel (1970) aufs Korn.
In den 1970er Jahren, als sich die linke Bewegung zu diversifizieren begann, blieb er öffentlich stets DKP-Mann und dem System von DDR und Sowjetunion verhaftet. Während er bereits früher beispielsweise Hanns Dieter Hüsch überreden konnte, ein Protestlied gegen die Niederschlagung des Prager Frühlings 1968 zu streichen, sprach er seine Überzeugungen in dieser Zeit offener aus und attackierte in seinen Liedern stärker die nichtkommunistische Linke.
Nachdem er die SPD stets klar abgelehnt hatte, wandte er sich auch im Laufe der Zeit gegen die Neue Linke. Besonders beißend nahm er die stark studentisch geprägte Neue Linke in Die Kunst, Andersmeinende für den Sozialismus zu gewinnen aufs Korn, angefangen vom Agitieren mit Schlagworten fernab der Realität der normalen Menschen über ihr Interesse an möglichst fern liegenden Themen, die sich lieber mit Freiheitskämpfen in Angola beschäftigten als mit der Realität vor der eigenen Haustür, bis hin zu deren entleertem Sozialismusbegriff, der nach Süverkrüps Maßstäben nichts mehr mit Sozialismus zu tun hatte, sondern als Leerformel für blinden Aktionismus diente. Sozialismus musste für ihn konkret umsetzbar sein, das sowjetische System war das einzig real existierende und daher aus seiner Sicht unbedingt gegen Vorwürfe zu verteidigen.
Er warf den linken Kritikern vor, letztlich nur zusammen mit dem „Klassenfeind“ zu arbeiten, das sozialistische Modell der DDR zu attackieren und zu schwächen, ohne selbst eine Alternative zu haben, und so letztlich das Spiel von „Stern, Spiegel und FAZ“ zu spielen.
In einem 1973 geführten Streitgespräch mit Marcel Reich-Ranicki äußerte er sich zum Auftrittsverbot über den damals in der DDR aktiven Liedermacher Wolf Biermann.
Auf Reich-Ranickis Frage „Ich habe Sie richtig verstanden, Herr Süverkrüp, Sie haben also Verständnis dafür, daß man in der DDR dem Biermann verbietet aufzutreten und zu singen?“ antwortete Süverkrüp: „Solange er Lieder schreibt, wie er sie im Augenblick schreibt und singt, – natürlich.“
Süverkrüps Position wurde auch innerhalb der Linken isolierter. Er selbst sah sich in einer Verteidigungshaltung und dazu gezwungen, ein System zu verteidigen, mit dem er selbst Probleme hatte. Ein Beispiel zeigt sich in Ungeschminkter Protest (1971). Das von der Aussageform ähnlich wie der Kryptokommunist aufgebaute Lied arbeitet mit identischen stilistischen Mitteln, ist allerdings in der DDR angesiedelt, diesmal aber aus der umgekehrten Position. Während der Kryptokommunist der gute Kommunist in (West-)Deutschland ist, wird beim Ungeschminkter Protest das Alltagsleben der DDR dem Westdeutschen auf scheinbar westliches Vorurteil vorgehalten.
Süverkrüp wurde sowohl in Westdeutschland wie in der DDR rezipiert. Der Ost-Berliner Eulenspiegel-Verlag veröffentlichte 1968 das Buch Protestsongs, in dem unter anderem Texte von Bob Dylan, Franz Josef Degenhardt und Süverkrüp abgedruckt waren. Eine LP mit Liedern Süverkrüps erschien 1970 in der DDR.
Süverkrüp, der selbst 17 Jahre Mitglied der DKP war, trat ab 1971 mehrfach beim Festival des politischen Liedes in der DDR auf.

### Kinderlieder und künstlerische Diversifikation
Während Süverkrüps explizit politischen Lieder in den Texten immer direkter wurden, begann er auch ein breites Spektrum anderer Lieder zu produzieren. Seine Weihnachtslieder setzten sich auf der Basis der allgemein bekannten Melodien spöttisch mit den Weihnachtsbräuchen der Bundesrepublik auseinander. Sie greifen das Thema in einer Mischung aus beißender Sozialkritik und linksradikalem Utopismus auf.
Kinderlieder wie Baggerführer Willibald (1970) oder das Musical Das Auto Blubberbumm (1976) sind zwar politisch, in der Aussage aber offener als seine anderen politischen Veröffentlichungen der Zeit. Baggerführer Willibald wurde zum Standardlied in den Elternhäusern entsprechender Gesellschaftsschichten. Das Auto Blubberbumm wurde mit hochkarätiger Besetzung aus der Jazz-Szene eingespielt.
Das in einfacher Kinderbuchsprache geschriebene Lied Baggerführer Willibald gehörte zum Repertoire alternativer Kinderläden und -horte und übte einen prägenden Einfluss auf die Kinder vieler 68er aus. Im Lied stört sich Willibald daran, dass die Arbeiter große schöne Häuser bauen, die anschließend aber nicht ihnen gehören, sondern dem Boss. Daraufhin führen die Arbeiter im kleinen Maßstab den Sozialismus ein und bauen sich ihre eigenen Häuser und ein Schwimmbad.
Mit der Künstlerin Fasia Jansen, den 3 Tornados und dem Kabarett Floh de Cologne arbeitete Süverkrüp eng zusammen. Er textete und schrieb Musik und Texte für weitere Gruppen wie beispielsweise Zupfgeigenhansel. Er arbeitete weiter mit verschiedenen Medien; 1988 entstand die Hörspielkassette und Fernsehbildergeschichte Pauline spielt Gitarre.
Obwohl wichtiger Teil der linken Kulturszene, wandte er sich doch nie ganz auch von anderen Musikformen ab. Bei den Kölner Kursen für neue Musik wurde 1976 sein Melodram Alwin und Alwine – ein Musikerschicksal unter der Leitung von Mauricio Kagel aufgeführt.

### Nach 1989
Ab 1989 trat Süverkrüp als Liedermacher nur noch selten auf. Er brachte allerdings weiterhin Alben heraus, wieder nach Texten anderer. Er sang 1995 mehrere von Erich Mühsams Gedichten als selbstvertonte Lieder, veröffentlichte 1996 zusammen mit seinem Sohn Ben Süverkrüp singt Graßhoffs Bellman nach Texten von Carl Michael Bellman in der Übersetzung von Fritz Graßhoff. Erst seitdem 2002 ein Buch mit vielen Liedern und eine 4-CD-Werkschau erschienen war, betrat er wieder gelegentlich eine Bühne – nach eigenen Worten aus Neugier, „ob er die alten Sachen noch drauf habe und ob man den Zeitzünder noch ticken höre“. Die Lieder selbst beschreibt er im Begleitbuch zur CD als „Sperrmüll, mit dem man vielleicht noch etwas anfangen könne“. Primär widmete er sich jedoch der bildenden Kunst.
1979 reiste Süverkrüp mit Hans-Georg Lenzen durch das Ruhrgebiet; die Zeichnungen, die dabei entstanden, waren auf Ausstellungen im ganzen Ruhrgebiet zu sehen.
Er zeichnete und schrieb unter anderem seit 1987 für die Sendung mit der Maus. An der Folkwang-Hochschule in Essen besetzte er 1992/93 den Stiftungs-Lehrstuhl für Poetik, und 1993 schrieb er ein Radiohörspiel: Das Ding in Ü. an der Ö.
Seit den 1990er Jahren wandte sich Süverkrüp wieder mehr der bildenden Kunst zu und schuf Zeichnungen, Radierungen, Kupferstiche und Ölbilder. Für die Kinderoper Vom Teufel mit den drei goldenen Haaren von Matthias Schlothfeld, Ben Süverkrüp und Wolfgang Hufschmidt schrieb er 1995 das Libretto, um die Jahrtausendwende die Bühnenmusik für eine Neuinszenierung von Georg Büchners Dantons Tod. Eine CD-Sammlung seiner Lieder erschien 2002; für das Begleitbuch mit Texten schrieb er umfangreiche Erläuterungen und stellte eigene Zeichnungen zur Verfügung. Er selbst sah in den Begleittexten die Zeitgebundenheit vieler Lieder und distanzierte sich vorsichtig vom Realsozialismus; der Kapitalismus war für ihn aber weiterhin der Feind und seiner Auffassung nach stärker und gefährlicher denn je.
Seit 2005 gab es Ausstellungen seiner Zeichnungen, Radierungen, Kupferstiche und Ölbilder in Berlin, Bremen, Düsseldorf und Lübeck. Ergänzend zu den ersten Ausstellungen erschien eine DVD Kreuzwortbilder, in der er auf humorvolle Art seine Bilder und Zeichnungen in eine von ihm verfasste und erzählte Geschichte einband. Darüber hinaus veranstaltete er vereinzelt Konzerte und Lesungen.
Süverkrüp starb mit 90 Jahren im März 2025 in Köln.

## Parodien auf Weihnachtslieder

### Morgen kommt der Weihnachtsmann
In dieser Fassung von Morgen kommt der Weihnachtsmann macht sich Süverkrüp über den weihnachtlichen Konsum lustig und kritisiert zugleich die politischen Verhältnisse.

### Leise rieselt der Schnee
1969 schrieb Süverkrüp eine Parodie auf das Weihnachtslied Leise rieselt der Schnee.
Es war die Zeit des Kalten Krieges, als Süverkrüp 1969 diese zehnstrophige Parodie des dreistrophigen Liedes verfasste. Nach dem Einmarsch der Warschauer-Pakt-Staaten in die damalige Tschechoslowakische Sozialistische Republik (ČSSR) 1968 wäre aus dem „kalten“ fast ein „heißer Krieg“ geworden. In Erinnerung an den Zweiten Weltkrieg weist er auf den Zusammenhang von Kriegstreiberei und Rüstungsgeschäften hin und befürchtet, dass es zu einem neuen Krieg kommen könnte. Deutlich wird die Zielrichtung seines Liedes in der letzten Strophe, die das parodierte Sprachmotiv der ersten Strophe aufnimmt.

### Stille Nacht, heilige Nacht
Eine Umdichtung von Stille Nacht, heilige Nacht entstand 1969, als Süverkrüp als Texter in einer Werbefirma arbeitete und in den ersten beiden Versen eigenes Erleben beschrieb. Damals war es in vielen Unternehmen üblich, dass das Weihnachtsgeld bei einer Weihnachtsfeier jedem Mitarbeiter einzeln in einem verschlossenen Umschlag überreicht wurde.

## Filmografie
- 1967: Im Busch von Mexiko – Das Rätsel B. Traven (TV-BRD, fünf Teile, R.: Jürgen Goslar)
- 1977: Dantons Tod (Studioaufzeichnung)
- 1978: Brandstellen

## Auszeichnungen
- 1976: Heinrich-Heine-Preis des Ministeriums für Kultur der DDR
- 1986: Deutscher Kleinkunstpreis
- 1995: Preis der deutschen Schallplattenkritik

## Veröffentlichungen als Autor
- Dieter Süverkrüp und Autorengruppe: Das Ding in Ü. an der Ö. Ein Text. In: Folkwang-Texte. 2 Beiträge zu Musik, Theater, Tanz. Band 7. Die Blaue Eule, Essen 1993, ISBN 3-89206-560-8 (Eine Schriftenreihe der Folkwang Hochschule).
- Dieter Süverkrüp: Süverkrüps Liederjahre 1963–1985ff. Hrsg.: Udo Achten. Grupello, Düsseldorf 2002, ISBN 3-933749-88-3 (Enthält viele seiner Liedertexte, 40 Radierungen und einen durchgehenden Kommentar zu den Liedern).
- Dieter Süverkrüp: Süverkrüps Liederjahre. 1963–1985ff. 4 Hörbücher. CD-Box. Grupello/Conträr Musik, Düsseldorf-Lübeck 2002, ISBN 3-933749-89-1 (Booklet zur gleichnamigen CD-Box).

## Diskografie

### Solo bzw. Veröffentlichungen unter seinem Namen als (Mit-)Interpret
- 1959 Ça Ira – Chansons aus der französischen Revolution, 1. Folge (Texte von Gerd Semmer) (EP mit 6 Stücken, DDR: Eterna 5 10 042), keine 2. Folge in der DDR erschienen
- 1962 Ça Ira – Lieder der französischen Revolution 1 (Texte von Gerd Semmer) (EP mit 10[sic!] Stücken, Pläne 1 101)
- 1962 Warnung – Rattengift ausgelegt! Kinder & Haustiere fernhalten (Texte von Gerd Semmer) (EP mit 6 Stücken, Pläne 2 101)
- 1963 Ça Ira – Lieder der französischen Revolution 2 (Texte von Gerd Semmer) (EP mit 8 Stücken, Pläne 1 102)
- 1963 Ein Lied, drei, vier – Moderne Chansons aus dem Schlaraffenland (Texte von Gerd Semmer) (EP mit 7 Stücken, Pläne 2 102)
- 1965 Fröhlich ißt du Wiener Schnitzel (LP, Pläne S 22 301)
- 1967 Die widerborstigen Gesänge des Dieter Süverkrüp (LP, Pläne S 22 302)
- 1969 Ça Ira – Lieder der französischen Revolution (Texte von Gerd Semmer) (LP, BRD: Pläne 11 101 / [1970:] DDR: Eterna 8 15 033)
- 1970 Süverkrüps Hitparade (LP, Pläne S 22 303)
- 1970 Stille Nacht allerseits! – Dieter Süverkrüp singt garstige Weihnachtslieder (EP mit 4 Stücken, Pläne PENG 5)
- 1970 Der Baggerführer Willibald – Dieter Süverkrüp singt Kinderlieder (EP mit 4 Stücken, Pläne PENG 6)
- 1971 Rote Fahnen sieht man besser (Phrix-Lied // Kleinstadtlehrlinge) (Single, Pläne PENG 12)
- 1972 Zusammengesammelte Werke (LP Compilation, Pläne S 0200)
- 1973 Bayrisches Heimatlied (Single B-Seite, Ohr 57.012 [A-Seite Floh de Cologne: Der Löwenthaler])
- 1973 1848 – Lieder der deutschen Revolution (LP, BRD: Pläne S 11 102 / [1974:] DDR: Amiga 8 55 410 / [1998:] CD, Conträr 8338-2)
- 1973 Dieter Süverkrüp (LP Compilation, Amiga 8 55 329)
- 1974 Süverkrüp Live – Lieder und Texte (auch als: Warum wird so einer Kommunist? – Süverkrüp Live! mit anderem Cover) (LP, Pläne S 22 304)
- 1980 So weit alles klar! (LP, Pläne 88 205 S)
- 1983 Lied eines heiseren Kindes (LP Compilation, Pläne 88 333)
- 1986 Erich Mühsam – Ich lade Euch zum Requiem (mit Walter Andreas Schwarz und Vridolin Enxing) (LP, Pläne 88 502 / [1995:] CD, Conträr 4302-2)
- 1987 Pauline spielt Gitarre (mit Vridolin Enxing) (Cassette, Pläne 8568)
- 1996 Süverkrüp singt Graßhoffs Bellmann (mit Ben Süverkrüp) (CD, Conträr 5)
- 2002 Süverkrüps Liederjahre – 1963–1985 ff. (4 CDs Box, Conträr 30)
- 2015 Ça Ira – Lieder der französischen Revolution (Texte von Gerd Semmer) (CD, Conträr 72)

### Mit anderen
- 1957 The Feetwarmers (Jürgen Buchholtz, Klaus Doldinger mit u. a. Dieter Süverkrüp): Gruß an Zarah (EP mit 4 Stücken, Brunswick 10 806 EPB)
- 1963 Perry Friedman & Dieter Süverkrüp: Solidarity Forever – Amerikanische Arbeiterlieder (EP mit 8 Stücken, Pläne 4101)
- 1963 Perry Friedman & Dieter Süverkrüp: I’m on My Way – Amerikanische Negerlieder (EP mit 7 Stücken, Pläne 4102)
- 1963 Ostersongs 1962/63 – Lieder zum Ostermarsch (Gesang: Fasia Jansen, Inge Börner, Ingrid Süverkrüp, Günter Göpfert (Banjo), Dieter Süverkrüp (Gitarre). Die Bricklayer-Skiffle-Group, die Skiffle-Plackers) (EP mit 8 Stücken, Pläne 3101)
- 1964 Wir wollen dazu was sagen – Neue Lieder gegen die Bombe (Es singen: Fasia Jansen, Ingrid und Dieter Süverkrüp, Hannes Stütz und Gruppe. Es spielen: Heinz Schlegel (Trompete), Heinz Dommes (Klarinette, Schlagzeug), Dieter Süverkrüp (Gitarre) und die Skiffle-Pluckers) (EP mit 7 Stücken, Pläne 3102)
- 1968 Floh de Cologne & Dieter Süverkrüp: Vietnam – Für fünf Sprech und Singstimmen, Streicher, Bläser, Orgel, Bass, Schlagwerk, Klavier und Gitarren (LP, Pläne 33 101)
- 1970 Die Internationale // Brüder, zur Sonne, zur Freiheit (mit: Dieter Süverkrüp, Franz-Josef Degenhardt, Fasia Jansen, Hanns Ernst Jäger, Die Conrads, Hanns Dieter Hüsch, Dietrich Kittner, Lerryn, Hannes Stütz, Münchener Songgruppe, Song-Gruppe Hamburg) (Single, Pläne PENG 7)
- 1971 Interpol Köln, Die Conrads & Dieter Süverkrüp: Wir machen den Roten Punkt (EP mit 3 Stücken, Pläne PENG 13)
- 1976 Das Auto Blubberbumm – Ein Musical für Kinder (ab 8) (Musik u. Text: Dieter Süverkrüp, Wolfgang Dauner, mit: Volker Kriegel, Albert Mangelsdorff, Ack van Rooyen, Eberhard Weber, Inge Brandenburg, Jörg Gebhardt u. a.) (LP, Pläne K 20 903)
- 1977 Rotkäppchen – ein Märchen mit viel Rock und Pop für kleine und große Kinder; nach Jewgenij Schwarz (Floh de Cologne, Christiane & Fredrik, Franz Josef Degenhardt, Fasia, Perry Friedman, Hanns Dieter Hüsch, Dieter Süverkrüp, Hannes Wader) (LP, Pläne K 20 905)
- 1978 Die Leute von der Annostrasse – Für Leute ab 10 (Text: Peter Maiwald, Musik: Mike Herting, mit: Rick Abao, Fasia Jansen, Uschi Flacke, Petra Grabowski, Hanns Dieter Hüsch, Dieter Scholz, Dieter Süverkrüp, Mike Herting, Jan Reimer u. a.) (LP, Pläne DK0099)
- 1996 Quartett '67 (Hanns Dieter Hüsch, Wolfgang Neuss, Franz Josef Degenhardt, Dieter Süverkrüp) (2 CDs, Live-Aufnahme 1968 des Saarländischen Rundfunks, Conträr 4304-2)
- 2004 Fritz Grasshoff: Hört mal her, ihr Zeitgenossen (Fritz Graßhoff mit Pit Klein, Lothar „Black“ Lechleiter und Dieter Süverkrüp) (CD, Conträr 2912-2)

### Vertreten auf folgenden Samplern (zum Teil Live-Aufnahmen)
- 1970 Hören Sie mal rot! – Arbeiterlieder-Festival (LP, Pläne S 66 201)
- 1970 Rot sehen kann jeder… hören Sie mal rot! (LP, Pläne 0300)
- 1971 Lehrlinge halten zusammen (LP, Pläne S 33 501)
- 1972 3. Festival des politischen Liedes 1972 (LP, Eterna 8 15 058)
- 1973 "Politische Lieder, Mitschnitte von den X. Weltfestspielen (LP, Eterna 8 15 065)
- 1973 Für antiimperialistische Solidarität, Frieden und Freundschaft! – X. Weltfestspiele 1973 (LP, Eohr 28 773)
- 1974 Internationales Konzert: Solidarität mit Chile (LP, Pläne 19 574)
- 1974 Konzert für Chile – Live-Mitschnitt des Solidaritätskonzerts „Für Victor Jara“, 31. Mai 1974, Essen, Grugahalle (2 LPs, Pläne S 88 113)
- 1976 Folklore International (2 LPs, Pläne 0500-01)
- 1977 Rote Lieder 70–76 (LP, Amiga 8 45 134)
- 1977 GegenBILDlieder (LP, Eigelstein ES 2010)
- 1978 Rote Lieder – 8. Festival des politischen Liedes (LP, Eterna 8 45 149)
- 1978 Das Fest unserer Zeit – Live vom UZ-Volksfest (LP, Pläne G-6-0168)
- 1980 Zehnkampf – Festival des politischen Liedes 1970–1980 (2 LPs, Amiga 8 45 190-91)
- 1981 Künstler für den Frieden – 2. Forum der Krefelder Initiative, Dortmund, 21. November '81 – Live-Mitschnitt der Abschlußveranstaltung, Westfalenhalle Dortmund (2 LPs, Revue A 6042/3)
- 1982 Wir wollen leben – Lieder gegen den Untergang (2 LPs, Folk Freak/Pläne FF 3005/6)
- 2000 Festival des Politischen Liedes – die 70er (CD, Pläne 88 838)
- 2002 Folk und Liedermacher an Rhein und Ruhr (2 CDs, Beilage zum Buch gleichen Namens, No Ethno/agenda 2001/2)
- 2007 Für wen wir singen – Liedermacher in Deutschland (4× 3 CDs, davon auf 4 dieser CDs, Bear Family, BCD 16905 CP, BCD 16906 CP, BCD 16908 CP)
- 2008 Die Burg Waldeck Festivals 1964–1969 – Chansons Folklore International (10 CDs, Bear Family BCD 16017 JC)
- 2009 Dass nichts bleibt, wie es war (150 Jahre Arbeiter- und Freiheitslieder) Teil 1 1844-1918 (3 CDs, BCD 16917 CP)
- 2009 Dass nichts bleibt, wie es war (150 Jahre Arbeiter- und Freiheitslieder) Teil 4 1946-19908 (3 CDs, BCD 16920 CP)

## Dokumentarfilm
- 1976: Dieter Süverkrüp (DEFA-Kurzdokumentarfilm, Regie: Dieter Raue)[13]